# Heike Kamerlingh Onnes
Heike Kamerlingh Onnes (1853-1926) là nhà vật lý nổi tiếng người Hà Lan. Ông đoạt giải Nobel Vật lý vào năm 1913 khi là người nghiên cứu tính chất của vật chất tại nhiệt độ cực thấp dẫn đến việc tạo ra heli lỏng. Ông là người tìm ra hiện tượng siêu dẫn vào năm 1911. Heike Kamerlingh Onnes làm thí nghiệm với thủy ngân nhận thấy rằng sự phụ thuộc của điện trở thủy ngân vào nhiệt độ khác hẳn sự phụ thuộc đối với kim loại khác. Khi nhiệt độ thấp, điện trở thủy ngân không phụ thuộc vào nhiệt độ nữa, chỉ phụ thuộc vào nồng độ tạp chất. Nếu tiếp tục hạ nhiệt độ xuống tới Tc=4,1 độ K, điện trở đột ngột hạ xuống 0 một cách nhảy vọt. Hiện tượng nói trên gọi là hiện tượng siêu dẫn, và Tc là nhiệt độ tới hạn. Ông hạ nhiệt độ xuống còn 10 mK. Đó là còn chưa kể Onnes đưa ra từ "enthalpy" xuất phát từ từ tiếng Hy Lạp cổ "enthalpos", có nghĩa là đưa nhiệt vào để ám chỉ entanpi.